# The Dragon (album)
The Dragon è un album in studio di Vangelis del 1978 registrato nel 1971. 
Così com'è accaduto con Hypothesis (1978), venne pubblicato senza autorizzazione del musicista dalla Affinity e non è pertanto riconosciuto da lui come della sua discografia ufficiale. Hypothesis e The Dragon vennero entrambi ritirati dal mercato, ma sono stati più volte ripubblicati.

## Tracce
1. The Dragon - 15:18
2. Stuffed Aubergine - 11:17
3. Stuffed Tomato - 9:32